# 유로파이프 II
유로파이프 II(영어: Europipe II)는 스타방에르 북쪽의 코르스토 처리 공장에서 독일 도르눔의 수신 터미널까지 이어지는 천연가스관이다. 1999년 10월 1일에 가동을 시작했다.

## 경로
코르스토 처리 공장에서 시작하여 코르스토에서 베스트레 보큰까지 약 13 킬로미터 (8.1 mi)를 육상으로 연결한다. 거기서부터 642-킬로미터 (399 mi)의 해상 송유관이 노르웨이, 덴마크, 독일의 북해 구간을 통과한다. 독일 육상 구간은 15 킬로미터 (9.3 mi) 길이이다. 도르눔에서 가스는 독일 동부 잘츠베델로 이어지는 네트라 (Norddeutsche Erdgas Transversale) 가스관으로 공급된다.

## 기술적 설명
송유관의 직경은 1,100 밀리미터 (42 in)이며, 연간 천연가스 수송 용량은 24십억 세제곱미터 (850십억 세제곱피트)이다. 대부분의 가스는 에퀴노르의 오스고르드, 슬레이프네르 동/서, 굴팍스 및 스타트피오르드 유전에서 공급된다.
유로파이프 II 송유관은 세마크 I, 카스토로 세이 및 솔리테어 파이프 부설 선박에 의해 부설되었다. 유로파이프 II는 1999년에 가동되었으며 비용은 96억 노르웨이 크로네였다. 이 송유관은 가스코가 운영하며, 기술 서비스 제공자는 에퀴노르이다. 덴마크로 분리되는 송유관을 위한 옵션으로 건설되었다. 2022년 4월에 폴란드로 이어지는 발트해 송유관을 위한 파이프라인 엔드 매니폴드가 설치되었다.

## 같이 보기
- 유로파이프 I
- 미달